# 南嶺斎 (大坂)
南嶺斎（なんれいさい、生没年不詳）とは、江戸時代の浮世絵師。

## 来歴
『浮世絵師伝』によれば作画期は天保頃、「大坂風俗の肉筆美人画あり」と記すがその他の事は不明。なお他にも南嶺斎という絵師がいるが、別人とする。